# Takashi Ono (gymnastique)
Pour les articles homonymes, voir Takashi Ono et Ono.
Takashi Ono (小野 喬, Ono Takashi, né le 26 juillet 1931 à Noshiro au Japon) est un gymnaste japonais qui a remporté cinq médailles d'or aux Jeux olympiques. Il est le mari de la gymnaste Kiyoko Ono.

## Biographie
Aux Jeux olympiques d'Helsinki de 1952, Takashi Ono participe à la première olympiade. Face à l'armada de gymnastes soviétiques, il emporte sa première médaille au saut de cheval où il remporte la médaille de bronze avec un score de 19,10.
Forte de sa première expérience olympique, Ono arrive aux Jeux de Melbourne quatre ans plus tard avec son compatriote Masao Takemoto comme les deux principaux concurrents de l'URSS de Boris Shakhlin. Champion olympique à la barre fixe, il remporte le premier titre olympique du Japon en gymnastique. Également vice-champion au cheval d'arçons, au concours général individuel et par équipe, il complète sa collection avec une troisième place aux barres parallèles et met fin à la domination soviétique. Ses succès inspirent ses compatriotes comme Yukio Endo.
Les Jeux de Rome 1960 confirment le talent du gymnaste japonais. Il remporte six médailles dans les huit épreuves qu'il dispose et devient une icône dans son pays.
En 1964, Ono conclut sa carrière aux Jeux olympiques de Tokyo. À domicile, reçoit l’honneur de prêter le serment des athlètes lors de la cérémonie d’ouverture. Doyen de l'équipe japonaise à 33 ans, il contribue au succès des Japonais dans l'épreuve par équipe.

Takashi Ono aux Jeux olympiques 1964
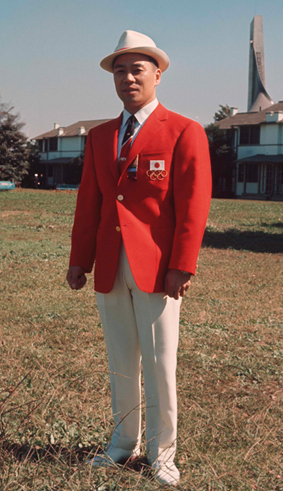
En costume officiel.
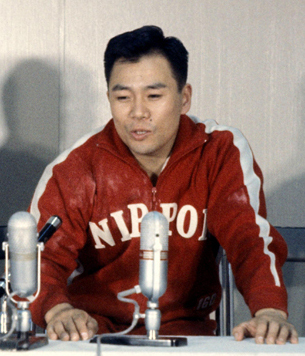
En conférence de presse.
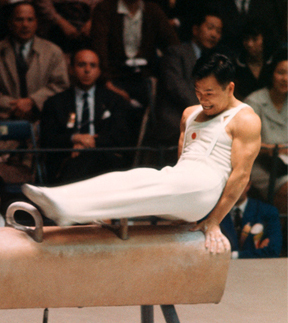
Au cheval d'arçon.
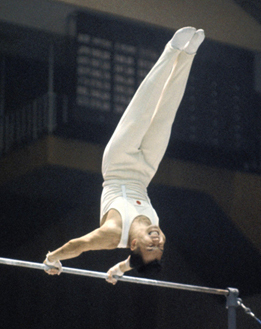
Sur les barres.
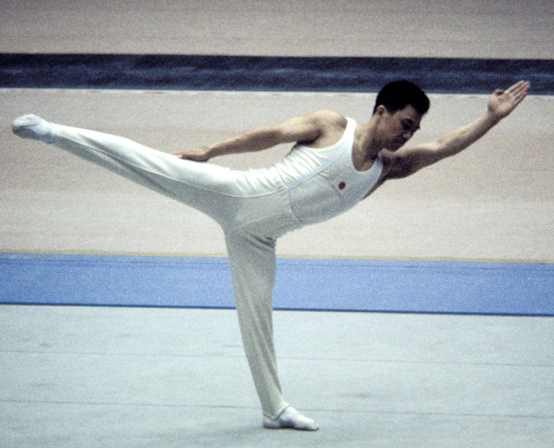
Au sol.

## Palmarès

### Jeux olympiques
- Helsinki 1952
  -  médaille de bronze au saut de cheval

- Melbourne 1956
  -  médaille d'or à la barre fixe
  -  médaille d'argent au concours général individuel
  -  médaille d'argent par équipes
  -  médaille d'argent au cheval d'arçons
  -  médaille de bronze aux barres parallèles

- Rome 1960
  -  médaille d'or au saut de cheval
  -  médaille d'or à la barre fixe
  -  médaille d'or par équipes
  -  médaille d'argent au concours général individuel
  -  médaille de bronze aux barres parallèles
  -  médaille de bronze aux anneaux

- Tokyo 1964
  -  médaille d'or par équipes

### Championnats du monde
- Rome 1954
  -  médaille d'argent par équipes

- Moscou 1958
  -  médaille d'argent par équipes
  -  médaille d'argent au concours général individuel
  -  médaille d'argent au sol
  -  médaille d'argent aux barres parallèles
  -  médaille de bronze au saut de cheval

- Prague 1962
  -  médaille d'or par équipes
  -  médaille d'or à la barre fixe